# 反科学
反科学（はんかがく、英語: antiscience）は、科学および科学的方法を拒絶する立場の総称であり、反知性主義の一形態である。反科学的な考えを持つ人々は、科学が普遍的な知識を生み出す客観的な手法であることを否定する。反科学は、気候変動や進化論といった科学的な概念の否定に見られる。科学的であると主張されるが科学的方法に基づかない擬似科学も反科学に含まれる。反科学は、陰謀論や代替医療を信じることに繋がる。科学への不信は、政治的な極端主義への傾倒および医療への不信と関連がある。